# 少女 (フェルメールの絵画)
『少女』（しょうじょ、蘭: Meisjeskopje、英: Portrait of a Young Woman）は、オランダ黄金時代の画家ヨハネス・フェルメールが1665年から1667年ごろに描いた絵画。キャンバスに油彩で描かれた作品で、ニューヨークのメトロポリタン美術館が所蔵している。
『少女』は、作品の大きさ、雰囲気、構成の類似から、『真珠の耳飾の少女』と関連がある、あるいは対になる作品ではないかと考えられている。どちらの作品の少女も真珠の耳飾をつけ、肩にはスカーフのような衣類を羽織り、背景は黒一色に塗りつぶされている。さらに、どちらもカメラ・オブスクラという光学装置を利用して制作された作品である。

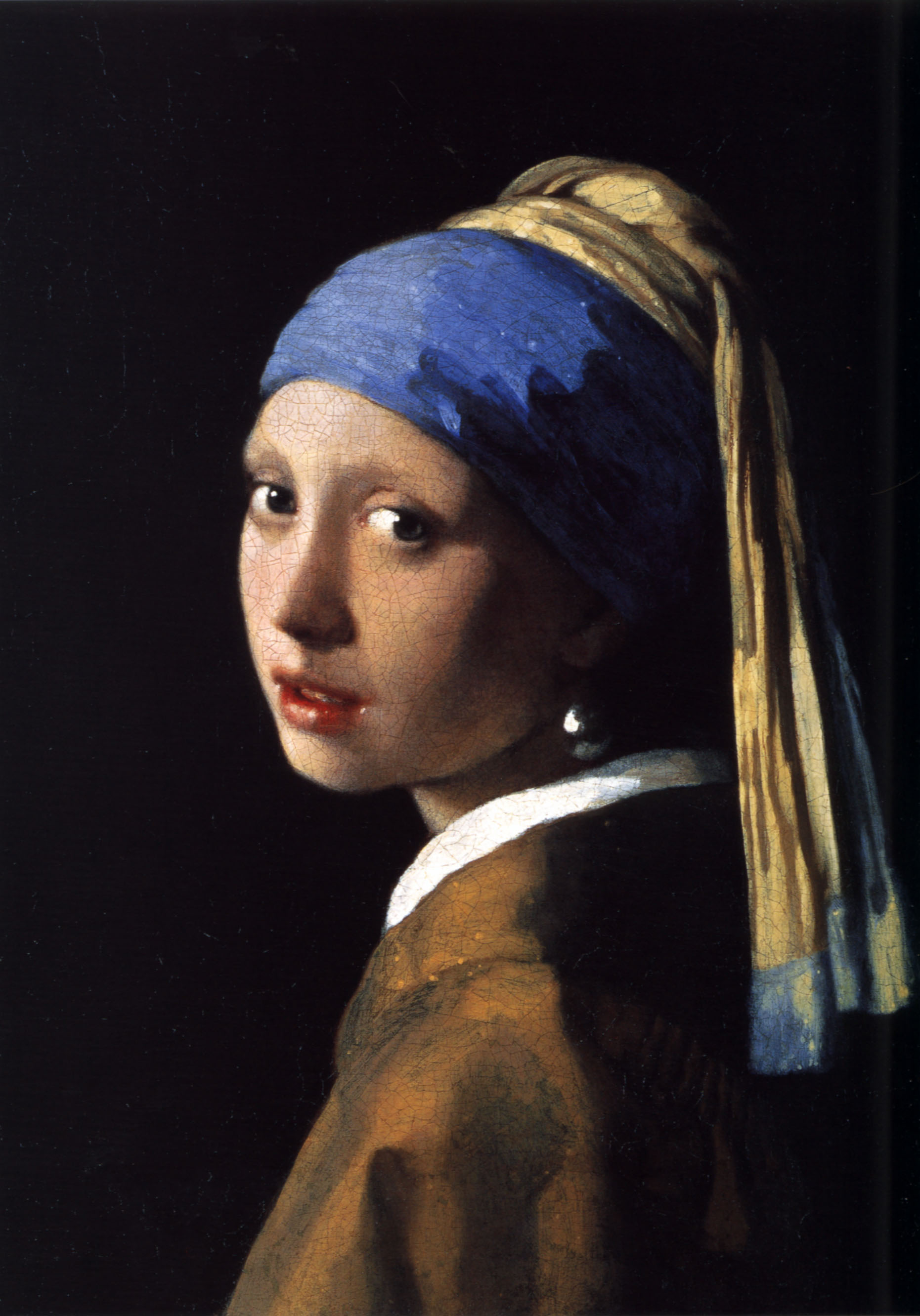
『真珠の耳飾の少女』

『少女』に描かれている少女の顔は幅広、平らかで、小さな鼻と薄い唇を持ち、素朴な微笑みを浮かべている。理想化された美を表現していないこの作品は、注文主からの依頼によって描かれたとされ、少女のモデルはフェルメールの娘である可能性が指摘されている。フェルメールは人物像を描くときには実在のモデルを使うことが多かった。ただし、『真珠の耳飾の少女』に見られるように単なる肖像画ではなく「目立つ衣服、魅力的な表情、内面描写、さらには画家の技術力」を表すために17世紀のオランダ絵画でよく用いられた、オランダ語で「容貌」「印象」を意味する「トロニエ (en:tronie) 」という技法で人物像を描いている。多くのフェルメールの絵画と同様に、描かれている少女の思考、感性、性格などへ、鑑賞者の興味をかきたてる作品となっている。
『真珠の耳飾の少女』と『少女』には他の作品に見られる意味ありげな背景は描かれておらず、漆黒一色の背景に少女が浮かび上がる構成となっている。この背景は少女の繊弱さを強調し、少女がフェルメールに対して深い信頼感を抱いていることを強調する効果をもたらしている。1994年に美術史家エドワード・スノウは『少女』のことを「完璧な美ではなく、欠点を含めて愛情こまやかに描き出した」作品であるとしている。

## 来歴
『少女』は、1674年までフェルメール最大のパトロンだったピーテル・クラースゾーン・ファン・ライフェンが所有していた作品で、ファン・ライフェンの死後に未亡人マーリアが受け継ぎ、1681年まで所有していた。その後、マーリアの死後には娘のマグダレナが1682年まで、マグダレナの死後は夫ヤコブ・ディシウスが1695年まで所有していた。そしてディシウスの死後、1696年5月16日に開催されたディシウスの遺産競売で売却されたと考えられている。さらに『少女』はルヒトマンスという人物が所有していたとされ、1816年4月20日から22日にロッテルダムで開催された競売で目録番号92番の絵画として、3ギルダー（銀30グラム程度の価値）で売却された。これは当時の絵画作品についた値段としてもかなり低い価格である。1829年にドイツ＝ベルギーの貴族アーレンベルク公家の公子アウグステ・マリー・ライモンド・ダーレンベルクが購入し、1833年から1950年代初めまで一族の世襲財産としてブリュッセルあるいはマッペンに所蔵されていた。1959年（1955年説もある）にアーレンベルク家から、ニューヨークの美術品収集家で、メトロポリタン美術館のパトロンでもあったチャールズ・ライツマン (en:Charles Bierer Wrightsman) とジェイン・ライツマン (en:Jayne Wrightsman) 夫妻におよそ400,000ドルで売却された。1979年にライツマン夫妻が、メトロポリタン美術館のヨーロッパ絵画部門の学芸員テオドール・ルソー追悼の一環として、『少女』をメトロポリタン美術館に寄贈した
。